# Szymon Włodarczyk
Pour les articles homonymes, voir Włodarczyk.
Szymon Włodarczyk, né le 5 janvier 2003 à Wałbrzych en Pologne, est un footballeur polonais qui évolue au poste d'attaquant à l'US Salernitana.

## Biographie

### Legia Varsovie
Né à Wałbrzych en Pologne, Szymon Włodarczyk est formé au Legia Varsovie. Avec l'équipe U17 il se fait remarquer en ouvrant le score lors de la finale de la coupe de Pologne de la catégorie en juin 2019, participant ainsi à la victoire de son équipe face aux jeunes du Lech Poznań (1-3). Il joue son premier match en professionnel le 15 juillet 2020, lors d'une rencontre d'Ekstraklasa de la saison 2019-2020 face au Lechia Gdańsk. Il entre en jeu à la place de Piotr Pyrdoł lors de cette rencontre qui se termine sur un match nul (0-0). 
Il glane son premier titre en étant sacré champion de Pologne en 2020.
Il est intégré progressivement à l'équipe première en 2020.

### Górnik Zabrze
Lors de l'été 2022, Szymon Włodarczyk rejoint le Górnik Zabrze. Il signe un contrat courant jusqu'en juin 2025 et le transfert est annoncé dès le 25 mai 2022.
Włodarczyk inscrit son premier but pour le Górnik Zabrze le 30 juillet 2022, lors d'un match de championnat face au Radomiak Radom. Titulaire, il ouvre le score de la tête sur un service côté gauche de Lukas Podolski. Le jeune attaquant de 19 ans s'offre même un doublé, à nouveau servi par Podolski, et vient sceller la victoire de son équipe ce jour-là (0-3 score final). Il s'agit également de ses deux premiers buts en première division polonaise. Le 28 octobre 2022, Włodarczyk marque à nouveau deux buts, contre le Widzew Łódź et contribue ainsi à une nouvelle victoire des siens par trois buts à zéro. Il s'agit également de ses deux premiers buts en première division polonaise.
Il s'impose comme l'un des atouts du Górnik Zabrze et est l'une des révélations du championnat polonais.

### SK Sturm Graz
Szymon Włodarczyk quitte le Górnik Zabrze au bout d'une saison, il s'engage en faveur du club autrichien du Sturm Graz le 7 juillet 2023. Il signe un contrat courant jusqu'en juin 2027 et portera le numéro 9,.
Il devient champion d'Autriche en 2024, le SK Sturm Graz étant sacré pour la quatrième fois de son histoire.

### En sélection
Szymon Włodarczyk est un membre de l'équipe de Pologne des moins de 17 ans de 2019 à 2020. Avec cette sélection, il joue neuf matchs et inscrit douze buts. Il marque dès sa première sélection, le 6 septembre 2019, face à la Géorgie (victoire 2-1 de la Pologne), avant de contribuer à la victoire de son équipe contre la Suisse le 8 septembre 2019, en marquant deux buts, pour sa deuxième sélection seulement (victoire 4-1 des Polonais). Titulaire face au Liechtenstein le 12 octobre 2019, il réalise un quintuplé en une seule mi-temps, avant d'être remplacé lors de la large victoire de son équipe (11-0 pour la Pologne).
Włodarczyk joue son premier match avec l'équipe de Pologne espoirs le 23 septembre 2022, contre la Grèce. Il entre en jeu à la place de Filip Szymczak et son équipe s'incline par un but à zéro.

### Vie personnelle
Il est le fils de Piotr Włodarczyk, ancien footballeur professionnel ayant notamment joué pour le Legia Varsovie en 1997 et de 2004 à 2007,.

## Palmarès

### En club
Legia Varsovie
- Championnat de Pologne (2) :
  - Champion : 2019-2020 et 2020-2021.

 Sturm Graz
- Championnat d'Autriche (1) :
  - Champion : 2023-2024.